# 1961年の音楽
1961年の音楽（1961ねんのおんがく）では、1961年（昭和36年）の世界の音楽分野について記述する。

## 概要・出来事
- ミラクルズの「ショップ・アラウンド」が、モータウン・レコード初のミリオン・セラーになった[1] 。
- 第3回グラミー賞では、パーシー・フェイスが「夏の日の恋」でレコード・オブ・ジ・イヤーを獲得した。
- 12月31日 - 第12回NHK紅白歌合戦
  - トップバッター - 朝丘雪路(紅)、神戸一郎(白)
  - トリ - 島倉千代子(紅)、三波春夫(白)

## 洋楽シングル
| - ディー・クラーク 「レインドロップス」 - ベン・E・キング 「スタンド・バイ・ミー」 - マーヴェレッツ 「プリーズ・ミスター・ポストマン」 - トーケンズ 「ライオンは寝ている」 - ボビー・ルイス「トッシン・アンド・ターニン」 - リー・ドーシー 「ヤ・ヤ」 - クラレンス・"フロッグマン"・ヘンリー 「バット・アイ・ドゥ」 - マーセルズ「ブルー・ムーン」 - エルヴィス・プレスリー 「好きにならずにいられない」「サレンダー」 - リッキー・ネルソン 「トラベリン・マン / ハロー・メリー・ルー」 - フェランテ&タイシャー「栄光への脱出のテーマ」 - エヴァリー・ブラザーズ 「クライング・イン・ザ・レイン」 - エルモア・ジェームス 「シェイク・ユア・マネーメイカー」 - クリスタルズ 「ゼアズ・ノー・アザー・ライク・マイ・ベイビー」 - ロイ・オービソン 「クライング」「ランニング・スケアード / ラヴ・ハーツ」 - ヘレン・シャピロ 「子供じゃないの」「悲しきかた想い」 - デル・シャノン 「悲しき街角」「花咲く街角」 - ボビー・ヴィー 「サヨナラ・ベイビー」 - インプレッションズ 「ジプシー・ウーマン」 - ボビー・ブランド 「ターン・オン・ユア・ラヴ・ライト」 | - コニー・フランシス 「ボーイ・ハント」 - エディ・ホッジス 「恋の売り込み」 - パッツィー・クライン 「クレイジー」 - ジミー・リード 「ブライト・ライツ、ビッグ・シティ」「ビッグ・ボス・マン」 - レイ・チャールズ 「旅立てジャック」「アンチェイン・マイ・ハート」 - ディオン 「浮気なスー」 - ハウリン・ウルフ 「バック・ドア・マン」 - ジョニー・ティロットソン 「キューティー・パイ」 - ザ・ハイウェイメン 「漕げよマイケル」 - パリス・シスターズ 「貴方っていい感じ」 - ザ・シレルズ 「ベイビー・イッツ・ユー」 - チャビー・チェッカー 「レッツ・ツイスト・アゲイン」 - レターメン 「今宵の君は」 - ブルース・チャンネル 「ヘイ・ベイビー」 - ジョン・レイトン 「霧の中のジョニー」 - ニール・セダカ 「すてきな16才」 - リンダ・スコット 「星に語れば」 - アーニー・ケイドー 「マザー・イン・ロウ」 - ファッツ・ドミノ 「イット・キープス・レイニン」 - スリム・ハーポ 「レイニン・イン・マイ・ハート」 |

## 洋楽アルバム
- ジョン・コルトレーン – 『Africa/Brass』
- ジョン・コルトレーン – 『Coltrane Jazz』
- ジョン・コルトレーン – 『Lush Life』
- ジョン・コルトレーン – 『My Favorite Things』
- ジョン・コルトレーン – 『Settin' the Pace』
- ビリー・ホリディ  – 『The Essential Billie Holiday: Carnegie Hall Concert Recorded Live』
- ミルト・ジャクソン & ジョン・コルトレーン – 『Bags & Trane』
- リッキー・ネルソン – 『Ricky Is 21』
- フレディ・キング - 『フレディ・キング・シングス』

## 邦楽シングル

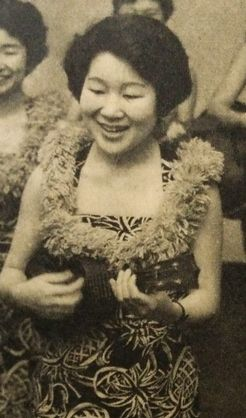
エセル中田

| - アイ・ジョージ「硝子のジョニー」 - 飯田久彦「悲しき街角」 - 石原裕次郎、牧村旬子「銀座の恋の物語」 - 井上ひろし「別れの磯千鳥」 - 植木等「スーダラ節」「ドント節」 - エセル中田「カイマナ・ヒラ」 - 大橋節夫「南国の夜」 - 春日八郎「長良川旅情」「下町坂町泣ける町」 - かまやつヒロシ「チョイチョイ節」「凸凹ブルース」 - 菊地正夫「スタコイ東京」 - 小林旭「北帰行」「惜別の唄」「黒い傷痕のブルース」 - こまどり姉妹「ソーラン渡り鳥」 - 斉藤チヤ子「小さい悪魔」 - 坂本九「上を向いて歩こう」「九ちゃんのズンタタッタ」 - 佐川満男「ゴンドラの唄」 - 佐々木功「G.I.ブルース」 - 五月みどり「おひまなら来てね」 - ジェームス三木「旅姿三人男」 - 島倉千代子「恋しているんだもん」「襟裳岬」「十国峠の白い花」 - スリー・グレイセス「山のロザリア」 - 田代みどり「パイナップル・プリンセス」 | - ダニー飯田とパラダイスキング「カレンダー・ガール」(坂本九) - 多摩幸子、和田弘とマヒナスターズ「北上夜曲」 - 仲宗根美樹「川は流れる」 - 西田佐知子「日曜はいやよ」「コーヒー・ルンバ」 - 橋幸夫「磯ぶし源太」「南海の美少年(天草四郎の唄)」「木曽ぶし三度笠」 - ザ・ピーナッツ「コーヒー・ルンバ」「スク・スク」 - 平尾昌章「ビーバップ･ア･ルーラ」 - 弘田三枝子「子供ぢゃないの/悲しき片思い」 - 藤木孝「24000回のキッス」 - フランク永井「君恋し」「シクスティーン･トン」 - 松島アキラ「湖愁」 - 三浦洸一「青年の樹」 - 水原弘「禁じられた恋のボレロ」 - 美空ひばり「ひばりのドドンパ/車屋さん」 - 三波春夫「名月綾太郎ぶし」 - 三橋美智也「武田節」「石狩川悲歌」「センチメンタルガイ」「北海道函館本線」 - 三船浩「俺は男というサムライさ」 - 守屋浩「月のエレジー」 - 森山加代子「ズビズビズー」「じんじろげ」 - 村田英雄「王将」 - 渡辺マリ「東京ドドンパ娘」 |

## 主な音楽賞
| 賞                                      | 受賞作・受賞者 |
| --------------------------------------- | --- |
| 第16回芸術祭賞                          | - 芸術祭賞(音楽部門) - 「古代歌謡"風俗"による独唱とコーラスとオーケストラのためのコンポジション」 - 芸術祭賞(音楽部門) - 合唱曲「冬のもてこし春だから」 - 奨励賞(音楽部門) - 連篇歌曲「旅人かえらず」 |
| 第11回サンレモ音楽祭                    | - 大賞 - ルチアーノ・タヨーリとベティ・クルティス「Al di là」 |
| 第6回ユーロビジョン・ソング・コンテスト | - 優勝者 - ジャン＝クロード・パスカル「二人は恋人」 |
| 第3回日本レコード大賞                   | - 大賞 - フランク永井「君恋し」 - 新人賞 - 仲宗根美樹「川は流れる」 - 山中みゆき「団地のお嬢さん」 - 平野こうじ「白い花のブルース」 - 松島アキラ「湖愁」 - 藤野たつ美「むすめ三度笠」 - 柳うた子「さいはての唄」 - 歌唱賞 - アイ・ジョージ「硝子のジョニー」 - 作詩賞 - 佐伯孝夫（野こうじ「白い花のブルース」橋幸夫「磯ぶし源太」) - 作曲奨励賞 - 市川昭介（島倉千代子「恋しているんだもん」) - 編曲賞 - 広瀬雅一（西田佐知子／57オール・スターズ「刑事物語」) - 企画賞 - 日本コロムビア「日本歌謡史」 - 童謡賞 - 楠トシエ「かかしのねがいごと」 |
| 第3回グラミー賞                         | - 最優秀レコード賞 - パーシー・フェイス「夏の日の恋」 - 最優秀アルバム賞 - ボブ・ニューハート「Button-Down Mind Of Bob Newhart」 - 最優秀楽曲賞 - アーネスト・ゴールド 「栄光への脱出」 - 最優秀新人賞 - ボブ・ニューハート |

## デビュー
- 1月 - 克美しげる／霧の中のジョニー
- 7月5日 - 加山雄三／夜の太陽
- 8月20日 - ハナ肇とクレージーキャッツ／スーダラ節
- 11月 - 弘田三枝子／子供ぢゃないの
- 月日不明 - 飯田久彦／悲しき街角
- 月日不明 - 北原謙二／日暮れの小径
- 月日不明 - シルヴィ・ヴァルタン／恋のハプニング
- 月日不明 - 渡辺貞夫／渡辺貞夫

## 誕生
出身地または国籍が日本である人物の国名表記は省略。
- 1月3日 - 柳葉敏郎（秋田県、俳優・歌手）
- 1月10日 - ナージャ・サレルノ＝ソネンバーグ（、ヴァイオリニスト）
- 1月17日 - 泰葉（東京都、シンガーソングライター・タレント）
- 1月22日 - ダニエル・ジョンストン（、シンガーソングライター、+2019年・58歳没）
- 1月27日 - 島根恵（東京都、ヴァイオリニスト）
- 1月31日 - 石野真子（兵庫県、女優・歌手）
- 2月1日 - 黒田アーサー（、俳優・元歌手）
- 2月6日 - 横山輝一（北海道、シンガーソングライター）
- 2月8日 - ヴィンス・ニール（、シンガーソングライター、モトリー・クルー）
- 2月10日 - 松本隆博（兵庫県、シンガーソングライター）
- 2月17日 - オリヴィエ・シャルリエ（、ヴァイオリニスト）
- 2月18日 - 影山ヒロノブ（大阪府、歌手、レイジー・JAM Project）
- 2月18日 - 宮川彬良（東京都、作曲家）
- 2月22日 - 高崎晃（大阪府、ギタリスト、レイジー・LOUDNESS）
- 2月26日 - 増田隆宣（大阪府、キーボーディスト）
- 2月27日 - 徳永英明（福岡県、シンガーソングライター）
- 2月28日 - 田原俊彦（山梨県、歌手）
- 2月28日 - ルネ・シマール（、歌手）
- 3月3日 - 上田現（兵庫県、シンガーソングライター、元レピッシュ、+2008年・47歳没）
- 3月8日 - 三宅伸治（宮崎県、ミュージシャン）
- 3月14日 - 斉藤とも子（兵庫県、女優・元歌手）
- 3月15日 - ファビオ・ビオンディ（、ヴァイオリニスト）
- 3月16日 - 大島ミチル（長崎県、作曲家）
- 3月16日 - 長岡成貢（三重県、作曲家）
- 3月19日 - いとうせいこう（東京都、タレント・ラッパー、□□□/DUBFORCE）
- 3月25日 - 小曽根真（兵庫県、ジャズピアニスト）
- 3月27日 - 松本孝弘（大阪府、ギタリスト、B'z）
- 3月29日 - 鮎川麻弥（東京都、シンガーソングライター）
- 3月30日 - CHOKKAKU（広島県、編曲家・音楽プロデューサー）
- 3月31日 - 戸川純（東京都、歌手・女優、元ゲルニカ/ヤプーズ）
- 4月1日 - スーザン・ボイル（、歌手）
- 4月6日 - 大平勉（神奈川県、作曲家）
- 4月18日 - フランコ・チェザリーニ（、作曲家）
- 4月21日 - 千葉弥生/千葉裕子（岩手県、演歌歌手、裕子と弥生）
- 4月26日 - 河口純之助（東京都、ミュージシャン、THE BLUE HEARTS）
- 4月29日 - 田中豊雪（神奈川県、ベーシスト、元THE SQUARE）
- 5月5日 - 渋谷哲平（神奈川県、俳優・歌手）
- 5月9日 - T.AKIRA（沖縄県、歌手、フィンガー5）
- 5月10日 - 藤あや子（秋田県、演歌歌手）
- 5月12日 - 渡辺徹（栃木県、俳優・元歌手）
- 5月13日 - 佐渡裕（京都府、指揮者）
- 5月15日 - m.c.A・T（北海道、ミュージシャン）
- 5月17日 - エンヤ（、歌手）
- 5月24日 - 古賀森男（神奈川県、シンガーソングライター）
- 5月24日 - 哀川翔（徳島県、俳優・タレント・歌手、元一世風靡セピア）
- 5月28日 - 辛島美登里（鹿児島県、シンガーソングライター）
- 6月7日 - 手塚理美（東京都、女優・元歌手）
- 6月13日 - 宮脇健（東京都、俳優・元歌手）
- 6月14日 - ボーイ・ジョージ（、ミュージシャン、カルチャー・クラブ）
- 6月15日 - 岩崎良美（東京都、歌手）
- 6月15日 - 春やすこ（大阪府、タレント・元歌手）
- 6月17日 - 山寺宏一（宮城県、声優・歌手、バナナフリッターズ）
- 6月23日 - みのや雅彦（北海道、シンガーソングライター）
- 7月3日 - 石川浩司（東京都、シンガーソングライター、元たま）
- 7月4日 - 井上富雄（福岡県、ベーシスト、ルースターズ）
- 7月10日 - 清水美恵（大阪府、歌手）
- 7月14日 - 斉藤慶子（宮崎県、女優・元歌手）
- 7月18日 - 松原のぶえ（大分県、演歌歌手）
- 7月21日 - 安穂野香（愛知県、歌手）
- 7月28日 - 桂銀淑（、演歌歌手）
- 8月2日 - 崔健（、歌手）
- 8月4日 - 杉原徹（愛知県、歌手、元てつ100%）
- 8月5日 - マイケル富岡（、タレント・DJ）
- 8月6日 - 根岸貴幸（東京都、作曲家）
- 8月8日 - ジ・エッジ（、ギタリスト、U2）
- 8月8日 - DJ KOO（東京都、DJ、TRF）
- 8月22日 - 金田賢一（兵庫県、俳優・元歌手）
- 8月26日 - 下成佐登子（宮崎県、歌手）
- 8月31日 - 杏里（神奈川県、シンガーソングライター）
- 9月5日 - マルカンドレ・アムラン（、ピアニスト）
- 9月6日 - ポール・ワークター＝サヴォイ（、ミュージシャン、a-ha）
- 9月7日 - 北原雅彦（神奈川県、トロンボーン奏者、東京スカパラダイスオーケストラ）
- 9月7日 - ジャン＝イヴ・ティボーデ（、ピアニスト）
- 9月12日 - 高橋ロジャー和久（大阪府、ドラマー、元X-RAY/The MANJI）
- 9月13日 - デイヴ・ムステイン（、ギタリスト、メガデス）
- 9月18日 - 中井貴一（東京都、俳優・元歌手）
- 9月19日 - 高橋美紀（東京都、声優・元歌手）
- 9月27日 - アンディ・ラウ（、俳優・歌手）
- 9月28日 - 根岸孝旨（埼玉県、音楽プロデューサー、Dr.StrangeLove/JUNK FUNK PUNK/kōkua）
- 10月6日 - 松田美由紀（東京都、俳優・元歌手）
- 10月10日 - ジョディ・ベンソン（、女優・声優・歌手）
- 10月10日 - 関島岳郎（ミュージシャン、ザ・スリル/栗コーダーカルテット/元dCprG）
- 10月17日 - 植田尚樹（兵庫県、ギタリスト、元KOZIMA）
- 10月22日 - 石橋貴明（東京都、歌手・タレント、とんねるず/元野猿）
- 10月23日 - チャド・スミス（、ドラマー、レッド・ホット・チリ・ペッパーズ）
- 10月23日 - 永井利充（東京都、ベーシスト、BO GUMBOS）
- 10月31日 - ラリー・マレン・ジュニア（、ドラマー、U2）
- 11月2日 - k.d.ラング（、シンガーソングライター）
- 11月2日 - 松原秀樹（大阪府、ベーシスト、元ギャングス）
- 11月7日 - 種ともこ（京都府、シンガーソングライター）
- 11月13日 - 長谷川雄啓（東京都、音楽ライター）
- 11月15日 - 高木完（神奈川県、ヒップホップMC）
- 11月18日 - 津田直士（東京都、音楽プロデューサー）
- 11月22日 - スティーヴン・ハフ（、ピアニスト）
- 11月23日 - トマス・ツェートマイアー（、ヴァイオリニスト）
- 11月28日 - 福田洋也（東京都、ギタリスト、元ANTHEM）
- 11月29日 - 山下昌良（大阪府、ベーシスト、LOUDNESS）
- 12月5日 - 松井孝夫（東京都、作曲家）
- 12月5日 - 松下雅人（愛知県、声楽家、+2020年・58歳没）
- 12月7日 - 滝本晃司（東京都、ミュージシャン、元たま）
- 12月13日 - 合田道人（北海道、歌手）
- 12月18日 - 伍代夏子（東京都、演歌歌手）
- 12月18日 - 金子美奈子（茨城県、歌手・ダンサー、米米CLUB）
- 12月24日 - 島津悦子（鹿児島県、演歌歌手）
- 12月27日 - 堤大二郎（東京都、俳優・元歌手）
- 12月31日 - 本田毅（東京都、ギタリスト、PERSONZ/元Ai+BAND）
- 月日不明 - ススム・ヨコタ（テクノミュージシャン、+2015年・54歳没）
- 月日不明 - 中村友彦（ミュージックビデオ監督）

## 死去
- 2月20日 - パーシー・グレインジャー（、作曲家・ピアニスト、* 1882年・78歳没）
- 3月3日 - パウル・ヴィトゲンシュタイン（、ピアニスト、* 1887年・73歳没）
- 3月8日 - トーマス・ビーチャム（、指揮者、* 1879年・81歳没）
- 3月8日 - 松平晃（佐賀県、歌手、* 1911年・49歳没）
- 3月16日 - ヴァーツラフ・ターリヒ（、指揮者、* 1883年・77歳没）
- 8月26日 - ヴラディーミル・ソフロニツキー（、ピアニスト、* 1901年・60歳没）
- 11月28日 - 津村謙（富山県、歌手、* 1923年・37歳没）